# 八丹
八丹（?—?），又作八儋，元朝将领，畏兀儿人，小雲石脫忽憐之子。
八丹事奉忽必烈為寶兒赤（司膳），以真定路断事官鷹房萬戶。從征大理国有功，被賜男女各一人、金一鋌，及銀甕等物。中统初年，征伐阿里不哥，在昔門禿（今蒙古国舒比拓南部），一日战三合，殺獲甚衆，被賜金一鋌。後来以鷹房萬戶跟随太子真金北征，至鎮海你里溫，被賜銀椅及鈔一萬五千貫，命他回去守卫真定。不久，命他到揚州行省，八丹推辭：「臣自幼未嘗离开陛下，願留侍左右。」改任隆興府達魯花赤，遙授中書右丞，忽必烈对他说：「这是朕舊居所，你去吧。」八丹又辭，忽必烈不允。居官三年，海都叛乱，奉旨跟随晋王甘麻剌往征海都，回军，以功賜金一鋌。去世后贈銀青榮祿大夫、司徒。
子孙
- 阿里，鷹房千戶
- 石得，安西王相府官
- 德眼，汝定府達魯花赤
- 阿散，甘肅行省平章政事
  - 班祝，佥河东山西道市政廉访司事
- 剌真，由會同館使同知通政院，有政绩，官至榮祿大夫、中書省平章政事，兼翰林學士承旨、通政院使
  - 察乃，金紫光祿大夫、中書省平章政事。子十人
    - 孛孛实，河东山西边宣慰使
    - 老汉
    - 亦辇真
    - 老章，知樞密院事
    - 草地里，真定路达鲁花赤
    - 捏烈秃
    - 答剌海
    - 罗罗，江东建康道肃政廉访使
    - 撒马笃，中書省參知政事
    - 伯颜帖木儿，光禄少卿